# M/S Lissos
M/S Lissos var ett fartyg byggt 1972 av Koyo Dockyard Co. Ltd., Mihara, Japan som Ferry Hamanasu. Hon såldes till Grekland 1987 och byggdes om. Fartyget har bland annat trafikerat rutten Pireus-Lesbos-Chios-Thessaloniki. Den 2 augusti 2008 blev det påkört av M/S Cristal och tre år senare höggs hon upp i Alang i Indien.